# Kirchenbezirk Wertheim
Der Evangelische Kirchenbezirk Wertheim (auch Evangelisches Dekanat Wertheim) mit Sitz in Wertheim im Main-Tauber-Kreis in Baden-Württemberg ist einer von 24 Kirchenbezirken bzw. Dekanaten der Evangelischen Landeskirche in Baden. Er gehört zum Kirchenkreis Nordbaden und umfasst 13 Kirchengemeinden.

## Lage
Der Kirchenbezirk liegt im nördlichen Main-Tauber-Kreis und erstreckt sich entlang des Mains von Freudenberg im Norden etwa 45 km Tauber-aufwärts bis nach Königshofen im Süden. Von den 24 Kirchenbezirken in der Badischen Landeskirche ist Wertheim der nördlichste. Der Kirchenbezirk grenzt im Westen an den Kirchenbezirk Adelsheim-Boxberg, im Süden an die Württembergische und im Norden und Osten an die Bayerische Landeskirche.

## Geschichte
Die Grafen von Wertheim hatten Verbindung zu Martin Luther, was sich an der frühen schriftlichen Bitte des damaligen Grafen Georg II. um Vermittlung eines evangelischen Predigers zeigte. Im Jahre 1522 zog bereits der erste evangelische Prediger nach Wertheim. Ab 1525 wurde das Kirchenwesen reformatorisch umgestaltet. Nachdem die Grafschaft Wertheim 1806 an das Großherzogtum Baden gefallen war, wurde 1810 im Rahmen der Neugliederung des evangelischen Kirchenwesens das Dekanat Wertheim als eins von zunächst 35 Dekanaten gegründet. Es umfasste neben dem fast rein evangelischen Gebiet um Wertheim auch größere Gebiete, die zu Kurmainz (Tauberbischofsheim) oder dem Hochstift Würzburg (Amt Lauda) gehört hatten und bis ins 20. Jahrhundert hinein fast rein katholisch waren.

## Kirchengemeinden
Der Kirchenbezirk Wertheim gliedert sich in die folgenden 17 Kirchengemeinden:
| Pfarrämter                                   | zugehörige Kirchengemeinden                     | Gebäude |
| -------------------------------------------- | ----------------------------------------------- | --- |
| Bettingen-Urphar-Lindelbach                  | Bettingen; Urphar; Lindelbach                   | Christuskirche (Bettingen) mit dem Evangelischen Gemeindehaus Bettingen, Jakobskirche (Urphar), Evangelische Kirche Lindelbach |
| Dertingen-Kembach-Dietenhan                  | Dertingen; Kembach; Dietenhan                   | Wehrkirche Dertingen mit dem Evangelischen Gemeindehaus Dertingen, Evangelische Kirche Kembach mit dem Gemeindesaal Kembach, Evangelische Kirche Dietenhan mit dem Bürgersaal Dietenhan |
| -                                            | Höhefeld                                        | Evangelische Kirche Höhefeld |
| -                                            | Külsheim                                        | Evangelisches Gemeindezentrum mit Kirchraum |
| -                                            | Königshofen-Grünsfeld                           | Nikolaus-Höniger-Gemeindehaus (Königshofen), Evangelisches Gemeindehaus Grünsfeld (ehemalige Meinhard-Scheune), Caritasheim St. Elisabeth (Grünsfeld), Gottesdienstraum im Rathaus Unterwittighausen                                                                                             |
| -                                            | Lauda                                           | Friedenskirche (Lauda), Evangelisches Gemeindezentrum Lauda |
| Nassig-Sonderriet & Sachsenhausen-Dörlesberg | Nassig-Sonderriet; Sachsenhausen-Dörlesberg     | Auferstehungskirche (Nassig) mit dem Pfarrsaal Nassig, Friedenskirche (Sonderriet), Leonhardskirche (Sachsenhausen) |
| -                                            | Niklashausen (Evangelische Kirche Niklashausen) | |
| -                                            | Tauberbischofsheim                              | Christuskirche (Tauberbischofsheim), Evangelisches Gemeindezentrum Tauberbischofsheim |
| -                                            | Waldenhausen                                    | Wehrkirche (Waldenhausen) |
| -                                            | Wenkheim                                        | Evangelische Kirche Wenkheim mit dem Evangelischen Gemeindehaus Wenkheim |
| -                                            | Wertheim                                        | Stiftskirche (Wertheim), Martin-Luther-Kirche (Bestenheid), Christuskirche (Grünenwört), Veitskirche (Eichel/Hofgarten) mit dem Gemeindehaus Eichel/Hofgarten, Mutterhauskirche (Eichel/Hofgarten), Ökumenisches Kirchenzentrum Wartberg; die Michaelskirche (Reinhardshof) wurde 2023 entwidmet |

## Organisationsstruktur
Wie der Kirchenbezirk selbst besitzen auch die Kirchengemeinden des Kirchenbezirks Wertheim die Rechte einer Körperschaft des öffentlichen Rechts. Alle sechs Jahre wird ein Kirchengemeinderat gewählt, der die Kirchengemeinde verwaltet. Teilweise werden mehrere Kirchengemeinden von einem Pfarramt betreut.

## Ökumenische Zusammenarbeit
Es gibt eine ökumenische Zusammenarbeit mit dem römisch-katholischen Dekanat Tauberbischofsheim, das sich weitgehend mit dem Gebiet des Kirchenbezirks Wertheim überschneidet. In Tauberbischofsheim gibt es auch eine syrisch-orthodoxe Gemeinde.
Für die interreligiöse Begegnung vor Ort spielen die Moscheegemeinden von Wertheim und Lauda eine besondere Rolle.

## Radwegekirchen
Entlang des Taubertalradwegs, der durch den Kirchenbezirk führt, gibt es über 30 Radwegekirchen, die, verlässlich geöffnet, zur geistlichen Besinnung und Andacht einladen. Davon gehören einige zum Kirchenbezirk Wertheim.